# Резолюционисты
Резолюционисты (англ. Resolutionists) — центристское течение в ковенантском движении Шотландии, представители которого, с одной стороны, выступали за насильственное распространение пресвитерианской религии на соседние государства, а с другой стороны, были готовы к сотрудничеству ради тактических целей с более умеренными политическими силами, вплоть до роялистов.

## Идеология и возникновение
Течение получило своё название от так называемой «Первой общественной резолюций» комиссии генеральной ассамблеи шотландской церкви 14 декабря 1650 г., в которой разрешалось привлечение к обороне страны от наступающей английской армии Оливера Кромвеля «ингейджеров» и других сторонников короля Карла II. Как и представители более крайнего движения ремонстрантов, резолюционисты были ярыми приверженцами «Национального ковенанта» и «Торжественной лиги» и считали пресвитерианство единственной верной религией, которую должны принять и другие народы (прежде всего, англичане).
Радикальное крыло ковенантского движения выделилось в 1648 г. на волне противостояния «ингейджерам», которые пошли на союз с королём и в Карисбрукском соглашении фактически допустили право Англии на выбор иной, нежели пресвитерианство, религии. С конца 1648 г. радикалы во главе с маркизом Аргайлом находились у власти в Шотландии. В январе 1649 г. был издан «Акт о классах», запрещавший «ингейджерам» и роялистам занятие государственных и военных должностей. После казни Карла I и введения в Англии веротерпимости, англо-шотландский религиозно-политический союз распался, и шотландское правительство признало новым королём Карла II, который в 1650 г. принёс присягу верности Ковенанту. Английское вторжение и поражение шотландской армии в сентябре 1650 г. при Данбаре поставило перед радикалами вопрос об объединении сил с другими политическими группами. Правительство пошло на сближение с королём и роялистами, что вызвало в октябре раскол радикалов на ремонстрантов, не желавших сотрудничества с роялистами и «ингейджерами», и резолюционистов, конторые считали, что ради сохранения независимости страны допустимо использовать силы всех патриотов Шотландии.

## Социальная опора и правление резолюционистов
Идеология резолюционистов нашла поддержку у большей части лэрдов и горожан Шотландии, прежде всего восточного побережья и приграничных регионов. Кроме того, в составе этого течения находился ряд крупных аристократов (маркиз Аргайл, граф Лаудон), авторитетные богословы (Джеймс Шарп) и лучшие военачальники Шотландии (Ливен и Дэвид Лесли). По оценке самих резолюционистов их поддерживали 750 из 900 шотландских священнослужителей. Широкая общественная поддержка обеспечила резолюционистам в конце 1650 г. преобладание как в шотландском парламенте, так и в генеральной ассамблее. Ремонстранты, оставшиеся в меньшинстве, отказались признавать решения парламента и ассамблеи и начали создавать параллельные органы власти.
14 декабря 1650 г. генеральная ассамблея утвердила «Первую общественную резолюцию», в которой выражалось пожелание разрешить, в нарушение «Акта о классах», прием на военную службу всех шотландцев, независимо от их политических взглядов (исключение сохранялось для отлучённых от церкви и осужденных за измену). 25 ноября шотландское правительство осудило изоляционизм ремонстрантов, что означало их отстранение от участия в управлении страны. В начале 1651 г. сближение резолюционистов и умеренных ковенантеров продолжилось. 25 мая 1651 г. была принята «Вторая общественная резолюция» генеральной ассамблеи, в которой выражалось согласие с отменой «Акта о классах», а уже в июне он был аннулирован парламентом страны. Новая шотландская армия включила в себя не только радикальных ковенантеров, но и «ингейджеров» и роялистов. Несмотря на объединение политических партий, войска Карла II были разбиты 3 сентября 1651 г. в битве при Вустере. Вскоре Шотландия была завоёвана войсками Оливера Кромвеля.

## Резолюционисты в период правления Кромвеля
В 1652—1660 гг. власть в Шотландии принадлежала английскому парламенту. Ремонстранты первоначально поддержали правление Кромвеля и были включены в центральные органы церковного и гражданского управления страны. В 1653 г. была распущена генеральная ассамблея, большинство в которой принадлежало резолюционистам. Постепенно, однако, влияние резолюционистов увеличивалось. Во многом благодаря их лидеру Джеймсу Шарпу, наладившему хороший контакт с Кромвелем, центристы стали вытеснять радикалов. В то же время резолюционисты сохраняли лояльность королю и поддерживали тесные контакты с Карлом II, находившемся в эмиграции, и его агентами в стране. Многие священнослужители резолюционистского крыла ковенантского движения в период роялистского восстания Джона Миддлтона 1653—1654 гг. организовывали богослужения за успех восставших. Под давлением правительства Кромвеля, пригрозившего лишить священников возможности проповедовать, в октябре 1655 г. было запрещено упоминать имя короля в церковных службах.

## Резолюционисты после Реставрации
Резолюционисты поддержали Реставрацию Карла II в 1660 году. Более того, часть центристов выступила с одобрением восстановления епископата, а Джеймс Шарп в 1661 году. даже стал архиепископом Сент-Эндрюсским. Однако по мере укрепления власти короля началось наступление на все слои ковенантеров. «Национальный ковенант» был осужден, его сторонники были лишены права занятия государственных постов. Более 300 священнослужителей по всей стране оставили свои кафедры, предпочтя верность Ковенанту материальному благополучию. Резолюционисты перешли в оппозицию и вновь объединились с ремонстрантами для защиты пресвитерианской церкви и конституционных прав шотландского народа. В 1668 и 1679 годах шотландские ковенантеры поднимали восстания против правительства, но были разбиты. Лишь после Славной революции 1688 года ковенантеры получили возможность участия в политической жизни страны.